# Jahvistička predaja
Jahvistička predaja (jahvistički dokument) pretpostavljeni je biblijski izvor ili pisac, odnosno predaja, obilježena uporabom Božjeg imena Jahve. Nastala je navodno u doba kralja Salomona. Tragovi joj se nalaze u  Petoknjižju: Knjizi Postanka, Knjizi Izlaska i Knjizi Brojeva. Općenito se drži najstarijom od četiriju pretpostavljenih biblijskih predaja (elohistička, deuteronomistička,svećenička). Značajke su joj da umjesto imena „Jakov“ upotrebljava ime „Izrael“, Boga prikazuje antropomorfno, kralju pridaje vrlo važnu ulogu u Izraelu.
Poznata je i pod imenom jahvist (skraćeno J). Teorija o Jahvistu nastala je s povijesno-kritičkim istraživanjem Biblije u 18. st., ali od sredine 20. st. nailazi na sve manje prihvaćanje u istraživanjima Starog zavjeta.

## Povijest istraživanja
S tumačenjem je u Europi započelo i povijesno-kritičko istraživanje Biblije. Od 18. st. Biblija se ne promatra samo kao objavljena Riječ Božja, nego se u svom obliku prihvaća i istražuje kao povijesno relevantna knjiga. Povijesna kritika 18. st. oborila je stoljećima prihvaćenu predodžbu da je Mojsije autor Petoknjižja.
Početak kritike obilježavaju promatranja hildesheimskog župnika Henninga Bernharda Wittera. On je u prva tri poglavlja knjige Postanka otkrio dvostruki izvještaj. Stvaranje svijeta dva se puta prepričava, s drukčijim težištima u tekstu i drukčijim oznakama za Boga (u Post 1,1-2,4a Boga se naziva Elohim, a u Post 2,4b-3,24 Boga se naziva Jahve). Također se u knjizi Postanka mogu naći dvostruki i višestruki izvještaji kao npr. o Potopu (Post 6-8), ugrožavanju Sare (Post 12; 20 i 26) ili etiologija svetinje u Betelu (Post 12; 28 i 35). Witterova istraživanja dugo vrijeme nisu bila prihvaćena. Tek su slični uvidi Francuza Jeana Astruca, koji je bio osobni liječnik kralja Luja XV., pokrenuli kritičko istraživanje Starog zavjeta. On je u višestrukim izvještajima unutar Petoknjižja (osobito u knjizi Postanka) otkrio dva izvorna spisa koji se protežu kroz cijeli tekst Petoknjižja i dva kraća, također neovisna, koji su također u temelju sadašnjeg teksta. Četiri izvorna spisa (Astruc ih zove izvori A, B, C i D) navodno je Mojsije poslagao u četiri stupca. Kasniji neimenovani redaktor spaja četiri spisa u jedan tekst.

## Starija teorija o dokumentima
U Njemačkoj je Johann Gottfried Eichorn proširio Astrucovu teoriju na tekstovni kompleks Post 1 do Izl 2 i podijelio je izvore na predmojsijevskog Elohista (nazvan po korištenju Božjeg imena Elohim) i poslijemojsijevskog Jahvista (nazvan po korištenju Božjeg imena Jahve). Karl David Ilgen izgradio je Eichornovu teoriju dalje pretpostavivši još jednog Elohista te je tako razlikovao tri izvora. Povijesno-istraživački ta je teorija postala poznata pod imenom teorija o dokumentima (također i kao teorija o izvorima).

## Teorija o fragmentima
U 19. st razvile su se protuteorije koje nastanak Petoknjižja pokušavaju rekonstruirati na drukčiji način. Tzv. teorija o fragmentima polazi od brojnih, samostalnih pripovjednih lanaca (pojedine priče o različitim temama kao Abraham, stvaranje, potop i dr.) koji su uzastopno povezani u jednu priču. Zastupnici su ove teorije engleski pastor Alexander Geddes i njemački Johann Severin Vater. 

## Teorija o nadopunjavanju
Kao mješavina teorije o dokumentima i teorije o fragmentima razvila se teorija o nadopunjavanju čiji je najistaknutiji predstavnik Wilhelm Martin Leberecht de Wette. Po njegovoj rekonstrukciji Knjiga Postanka nastala je iz jednog jedinog izvornog elohističkog spisa u koji je jahvistički redaktor postupno ugrađivao pripovjedne lance koji su usmeno kružili. 

## Nova teorija o dokumentima
Kroz godine dominantna je postala tzv. nova teorija o dokumentima koju su u 19. st. razvili stručnjaci za Stari zavjet: Karl Heinrich Graf, Abraham Keunen i napose Julius Wellhausen. Wellhausen je razlikovao četiri izvora Petoknjižja:
1. jahvističku predaju (J) iz vremena oko 950. pr. Kr.
2. elohističku predaju (E) iz vremena oko 800. pr. Kr.
3. svećeničku predaju (P) iz vremena sužanjstva oko 550. pr. Kr.
4. deuteronomističku predaju (D) iz 7. st. pr. Kr
U izvorni jahvistički tekst ugradio je redaktor, iz vremena neposredno nakon pada Sjevernog kraljevstva 722. pr. Kr., elohistčki tekst i tako stvorio Jahvističku povijest. Ta se povijest u vremenu nakon sužanjstva ugradila u svećeničku predaju.
Martin Noth izgradio je dalje Wellhausenovu teoriju početkom 20. st. i pripomogao joj kroz svoju Izvještajno-povijesnu studiju da se dugo godina održi i naširoko prihvati u istraživanju Starog zavjeta. Po Nothovom mišljenju svećenička predaja nastala je oko 950. pr. Kr. u krugovima oko jeruzalemskog kraljevskog dvora. Ona priča Izraelovu povijest od stvaranja svijeta do izviđanja Obećane zemlje. 

## Teološki profil i obilježja
Upotreba Božjeg imena Jahve služi u biblijskoj prapovijesti (Post 1-11) kao kriterij za razgraničenje jahvističkih tekstova. U daljnjem Petoknjižju razgraničenje je odgovarajućih tekstova teže. Većinom su prepoznatljivi po specifičnom stilu pripovjedanja. Tekstovi svećeničke predaje pisani su izvještajnim stilom. Sadržajno je za Jahvista važan motiv blagoslova i obećanja zemlje Izraelu, kao i širenje blagoslova na druge narode, za koje će Izrael sam postati blagoslov.
Budući da u aktualnom istraživanju ne postoji konsenzus o opsegu i datumu pojedinih tekstova koji su klasično pripisani Jahvistu, može se ovdje prikazati jedino klasična karakterizacija Jahvista kakvu je izradila nova teorija o dokumentima.

## Novije istraživanje – odustajanje od Jahvista
Od sredine sedamdesetih godina dvadesetog stoljeća u sve većoj mjeri niječe se postojanje jahvističke predaje (prvi to čini Hans Heinrich Schmid). Jahvistička predaja po mišljenju istraživača ne može biti izvor jer mu kod točnijeg promatranja nedostaju bitna obilježja koja bi jedan izvor trebao imati.
Tako Jahvist ima početak u priči o stvaranju, ali nema prepoznatljivi završetak. Pokazalo se da se Jahvist u znatnoj mjeri može pronaći u Knjizi postanka i Izlaska, a tek nešto malo u Knjizi Brojeva, Levitskom zakoniku i Ponovljenom zakonu. Jahvistička predaja završava izviđanjem Obećane zemlje i pričom o Bileamu, što kao završetak nema previše smisla.  Tome u prilog ide još da se u novijem istraživanju priče o patrijarsima s jedne strane i Izlasku s druge promatraju kao dvije međusobno neovisne, u dijelovima čak i proturječne priče o povijesti Izraela. Literarni most između Knjige postanka i Knjige Izlaska po mišljenju mnogih istraživača stvorio je autor svećeničke predaje. K tome, Jahvistu nedostaje prepoznatljiva, protežna nit vodilja, jedinstveno teološko usmjerenje kao i jedinstveni rječnik. Na temelju ovih argumenata Jahvist, strogo uzeto, ne ispunjava kriterije koje je novije istraživanje postavilo kao pokazatelje izvornosti nekog teksta.
Zato aktualno istraživanje polazi samo od stvarnog izvora unutar Petoknjižja, od svećeničke predaje. Ona ima prepoznatljivu nit vodilju od stvaranja svijeta do zaposjedanja Obećane zemlje. Odlikuje se jasnom teološkom linijom i izrazima koji se ponovno koriste. 
Svi ostali tekstovi – i oni koji su bili pripisivani Jahvistu – danas se u pravilu računaju pod mlađe redakcije ili se promatraju kao starije pojedinačne tradicije. Umjesto o Jahvistu većina suvremenih egzegeta govori jednostavno o spisima nastalim prije ili poslije svećeničke predaje. Samo mali dio istraživača Starog zavjeta podržava teoriju o Jahvistu. Christoph Levin Jahvista promatra kao redakciju koja pojedine pripovjedne lance skuplja, spaja i stvara jedinstvenu cjelinu Jahvističke povijesti od Post 1 do Br 24. John van Seters ide drugim putem i vidi u jahvistu egzilskog povjesničara koji iz usmenih pripovijedanja skuplja motive i piše povijest Izraela. 